# Josef Holeček
Josef Holeček (Říčany, 25 januari 1921 - Praag, 31 januari 2008) was een Tsjecho-Slowaaks kanovaarder.
Holeček won tijdens de Olympische Zomerspelen 1948 de gouden medaille in de C-1 1000m. Twee jaar later tijdens de wereldkampioenschappen won Holeček de wereldtitel in de C-1 1000 meter en de C-1 10.000 meter.
Tijdens de Olympische Zomerspelen 1952 prolongeerde Holeček zijn gouden medaille van vier jaar eerder in de C-1 1000 meter.

## Belangrijkste resultaten

### Olympische Zomerspelen
| Editie | Plaats   | Resultaten |
| ------ | -------- | ---------- |
| 1948   | Londen   | C-1 1000m  |
| 1952   | Helsinki | C-1 1000m  |

### Wereldkampioenschappen vlakwater
| Jaar | Plaats     | Resultaten              |
| ---- | ---------- | ----------------------- |
| 1950 | Kopenhagen | C-1 1000m · C-2 10.000m |

1936: Francis Amyot ·
1948: Josef Holeček ·
1952: Josef Holeček ·
1956: Leon Rotman ·
1960: János Parti ·
1964: Jürgen Eschert ·
1968: Tibor Tatai ·
1972: Ivan Patzaichin ·
1976: Matija Ljubek ·
1980: Ljoebomir Ljoebenov ·
1984: Ulrich Eicke ·
1988: Ivans Klementjevs ·
1992: Nikolai Boechalov ·
1996: Martin Doktor ·
2000: Andreas Dittmer ·
2004: David Cal ·
2008: Attila Vajda ·
2012: Sebastian Brendel ·
2016: Sebastian Brendel ·
2020: Isaquias Queiroz ·
2024: Martin Fuksa
- Nationale Bibliotheek van Tsjechië: jn20000400993
- Virtual International Authority File: 84009546